# Gregg Landaker
Gregg Wayne Landaker (* 26. Juni 1951 in Los Angeles) ist ein US-amerikanischer Tontechniker, der viermal den Oscar für den besten Ton sowie weitere dreimal den British Academy Film Award (BAFTA Award) für den besten Ton gewann.

## Leben
Landaker ist der zweite Sohn des Ton- und Kameratechnikers Hal Landaker. Sein älterer Bruder Alan Landaker ist ebenfalls als Kameratechniker tätig.
Landaker begann seine Laufbahn als Tontechniker in der Filmwirtschaft Hollywoods 1979 bei dem Film Nutcracker Fantasy und arbeitete bis heute an der Erstellung von über 190 Filmen mit.
Seinen ersten Oscar für den besten Ton gewann er bei der Oscarverleihung 1981 zusammen mit Bill Varney, Steve Maslow und Peter Sutton für den Film Das Imperium schlägt zurück (1980), den fünften Teil von Star Wars. 1982 gewann er ebenfalls mit Varney und Maslow sowie Roy Charman seinen zweiten Oscar in dieser Kategorie für Jäger des verlorenen Schatzes (1981).
1992 war er mit Michael Minkler und Tod A. Maitland für diesen Oscar für JFK – Tatort Dallas (1991) nominiert und gewann für den Ton in diesem Film zusammen mit Maitland, Wylie Stateman, Michael D. Wilhoit und Michael Minkler seinen ersten BAFTA Film Award für den besten Ton.
Für den Film Speed (1994) gewann er 1995 sowohl mit Steve Maslow, Bob Beemer und David MacMillan den Oscar für den besten Ton als auch mit Stephen Hunter Flick, Maslow, Beemer und MacMillan den BAFTA Film Award für den besten Ton. Darüber hinaus war er mit Maslow, Beemer und MacMillan für den Ton in Speed auch für den Preis der Cinema Audio Society, den sogenannten CAS Award, nominiert.
Eine weitere Nominierung für den Oscar für den besten Ton folgte zusammen mit Maslow und Keith A. Wester 1996 für Waterworld (1995) ebenso wie 1997 mit Maslow, Kevin O’Connell und Geoffrey Patterson für Twister (1996). Darüber hinaus war er mit Maslow, O’Connell und Patterson für Twister auch für einen weiteren CAS Award für herausragenden Leistungen für den Ton bei einem Film nominiert.
Für U-571 war Landaker ebenfalls für den Oscar für den besten Ton nominiert und zwar zum einen mit Maslow, Rick Kline und Ivan Sharrock bei der Oscarverleihung 2001, zum anderen mit den drei Vorgenannten auch für einen weiteren CAS Award.
Zuletzt wurde er bei der Oscarverleihung 2018 für den Film Dunkirk mit einem Oscar ausgezeichnet. Sein Schaffen umfasst mehr als 200 Produktionen.

## Filmografie (Auswahl)
- 1979: Nutcracker Fantasy
- 1980: Das Imperium schlägt zurück (The Empire Strikes Back)
- 1981: Halloween II – Das Grauen kehrt zurück (Halloween II)
- 1981: Wenn der Postmann zweimal klingelt (The Postman Always Rings Twice)
- 1981: Jäger des verlorenen Schatzes (Raiders of the Lost Ark)
- 1982: Rocky III – Das Auge des Tigers (Rocky III)
- 1983: Unheimliche Schattenlichter (Twilight Zone: The Movie)
- 1984: Beverly Hills Cop – Ich lös’ den Fall auf jeden Fall (Beverly Hills Cop)
- 1986: Jumpin’ Jack Flash
- 1988: Poltergeist III – Die dunkle Seite des Bösen (Poltergeist III)
- 1989: Johnny Handsome – Der schöne Johnny (Johnny Handsome)
- 1990: Der Pate III (The Godfather Part III)
- 1991: Addams Family (The Addams Family)
- 1991: JFK – Tatort Dallas (JFK)
- 1992: Fatale Begierde (Unlawful Entry)
- 1993: Spurlos (The Vanishing)
- 1994: Getaway (The Getaway)
- 1994: Speed
- 1995: Ace Ventura – Ein tierischer Detektiv (Ace Ventura: Pet Detective)
- 1995: Waterworld
- 1996: Twister
- 1997: Mäusejagd (Mouse Hunt)
- 1999: Wehrlos – Die Tochter des Generals (The General’s Daughter)
- 2000: U-571
- 2002: Roter Drache (Red Dragon)
- 2004: Voll auf die Nüsse (Dodgeball: A True Underdog Story)
- 2005: Jungfrau (40), männlich, sucht … (The 40 Year-Old Virgin)
- 2007: Evan Allmächtig (Evan Almighty)
- 2008: Step Up to the Streets (Step Up 2 the Streets)
- 2010: Marmaduke
- 2010: The Town – Stadt ohne Gnade (The Town)
- 2011: Hangover 2 (The Hangover: Part II)
- 2011: Bad Teacher
- 2011: The Ides of March – Tage des Verrats (The Ides of March)
- 2011: Extrem laut & unglaublich nah (Extremely Loud & Incredibly Close)
- 2012: The Lucky One – Für immer der Deine (The Lucky One)
- 2012: The Dark Knight Rises
- 2013: Hangover 3 (The Hangover: Part III)
- 2013: R.E.D. 2 (RED2)
- 2014: Godzilla
- 2014: Interstellar
- 2017: The LEGO Batman Movie
- 2017: Dunkirk